# 823 до н. е.

## Події
Ішпуїні, цар Урарту, скориставшись боротьбою за трон в Ассирії, захопив країну Мусасір.